# 瓦西尔·列夫斯基
瓦西尔·列夫斯基（发音[vɐˈsiɫ ˈlɛfski]），原名瓦西尔·伊凡诺夫·库恩切夫（1837年7月18日—1873年2月18日），保加利亚革命家，19世纪末参加领导反土耳其统治的武装斗争，被视为保加利亚民族英雄。

## 生平
瓦西尔·列夫斯基生于奥斯曼土耳其帝国鲁米利亚省卡尔洛沃。列夫斯基积极参加反抗土耳其统治的武装斗争。1872年，列夫斯基被土耳其当局被捕，1873年，被土当局判处绞刑，1873年，在索菲亚行刑处决。列夫斯基就义地现成为瓦西尔·列夫斯基纪念碑。

## 纪念
索菲亚足球俱乐部索菲亚列夫斯基的名称即源于列夫斯基的姓氏 。此外，瓦西尔·列夫斯基国家军事大学、瓦西尔·列夫斯基国家体育场等的名称皆为纪念列夫斯基。